# نوک‌شلاقی پاپوآیی
نوک‌شلاقی پاپوآیی (نام علمی: Androphobus viridis) گونهای کم‌شناخته‌شده و محجوب از تیرهٔ Psophodidae و سردهٔ Androphobus تک‌نماد است. در غرب گینه نو یافت می‌شود.